# Monumento a Agustina de Aragón (Zaragoza)
Agustina Zaragoza y las Heroínas o el Monumento a Agustina de Aragón es un caso de arte público en Zaragoza (España). Diseñado por Mariano Benlliure, consta de una estatua de bronce de Agustina de Aragón coronando un pedestal de piedra que muestra dos otros grupos escultóricos y un número de relieves. Los relieves pagan homenaje a otras seis heroínas de los sitios de Zaragoza, dentro de la Guerra Peninsular.

## Historia y descripción

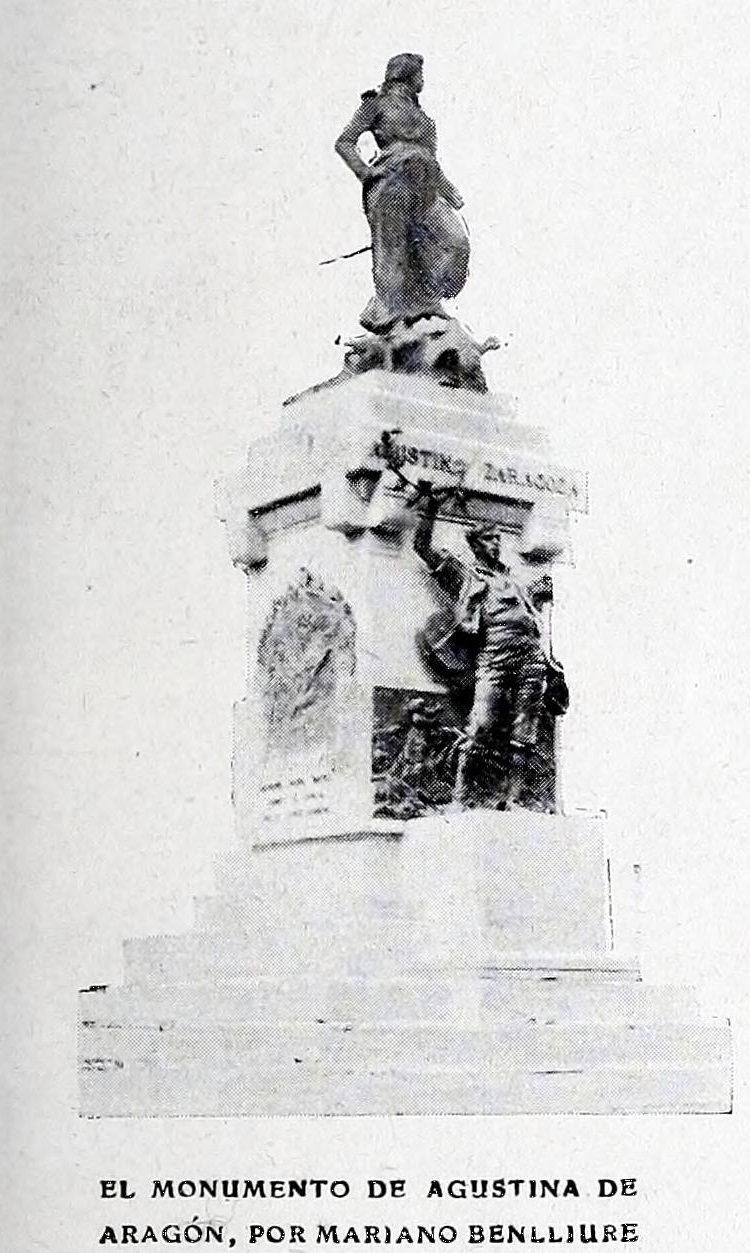
Fotografía del monumento publicado en Blanco y Negro el 7 de noviembre de 1908 con ocasión de la inauguración

Precedido por iniciativas anteriores para erigir un monumento a Agustina de Aragón que se remontan en el tiempo al menos a 1901, el comité que gestionó el proyecto adjudicó el diseño a Mariano Benlliure en 1907.
Fundida en bronce en la fundición de Cescati en Barcelona, la deslumbrante figura de Agustina de Aragón rematando el monumento, supuestamente inspirada en la vida real en Lucrecia Arana, está representada con una chaqueta de artillería abierta por delante con charreteras y hombreras, mientras pisa un cañón.
El anverso del pedestal de piedra blanca muestra un baturro (tipo campesino aragonés) de bronce en actitud de coronar el nombre de «agustina zaragoza» en letras de bronce en el pedestal con una corona de laurel, mientras lleva una guitarra a la espalda. La parte posterior del pedestal presenta un grupo escultórico de bronce con un león español rampante (alegoría de Zaragoza) atacando un águila (una alegoría del Primer Imperio Francés), y una inscripción que dice «2 de julio de 1808».
Tanto el león como el águila y el baturro también fueron fundidos en la fundición de Cescati en Barcelona. El bronce fue proporcionado por el Ministerio de Guerra.
El anverso también presenta un relieve que ilustra la hazaña de Agustina de Aragón utilizando el cañón. Mientras tanto, los flancos del pedestal lucen relieves de bronce en homenaje a las heroínas de Zaragoza.
El monumento fue inaugurado el 29 de octubre de 1908 en su emplazamiento en la plaza del Portillo, durante una ceremonia a la que asistieron Alfonso XIII y Victoria Eugenia; intervinieron como ponentes Antonio Maura (primer ministro) y Florencio Jardiel (Decano de la Catedral de Zaragoza).

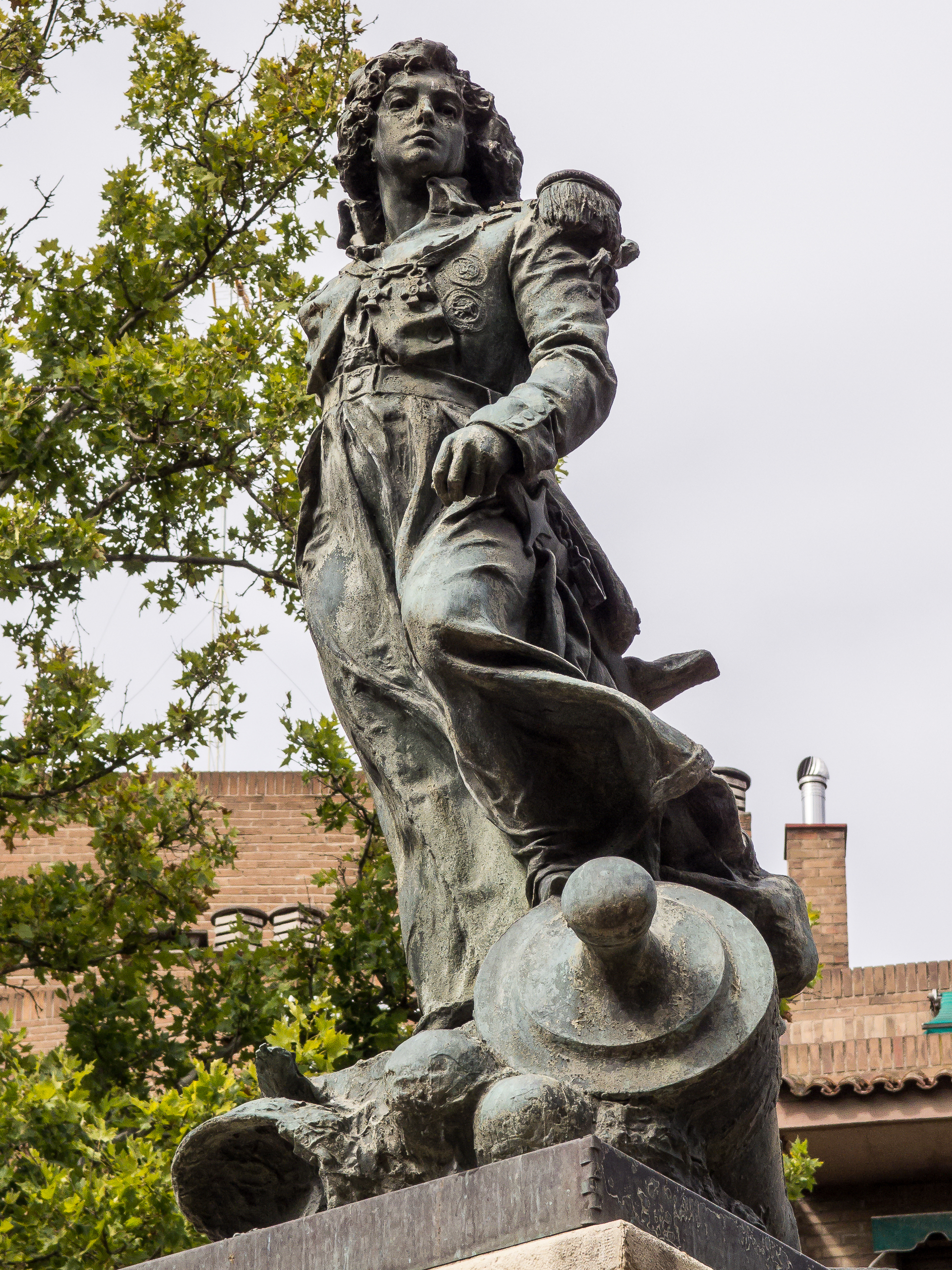
Una mirada más cercana a Agustina de Aragón
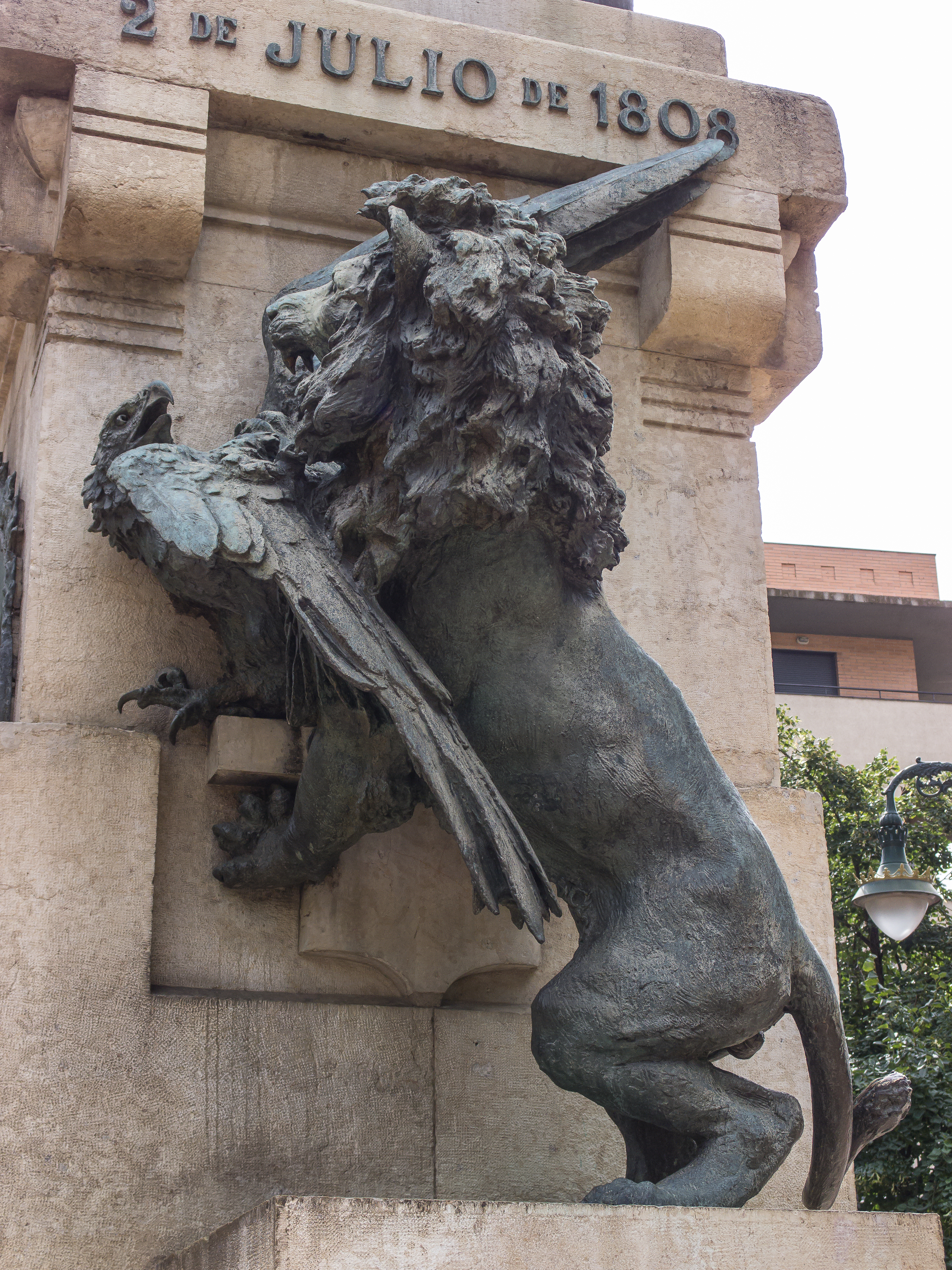
El león atacando al águila
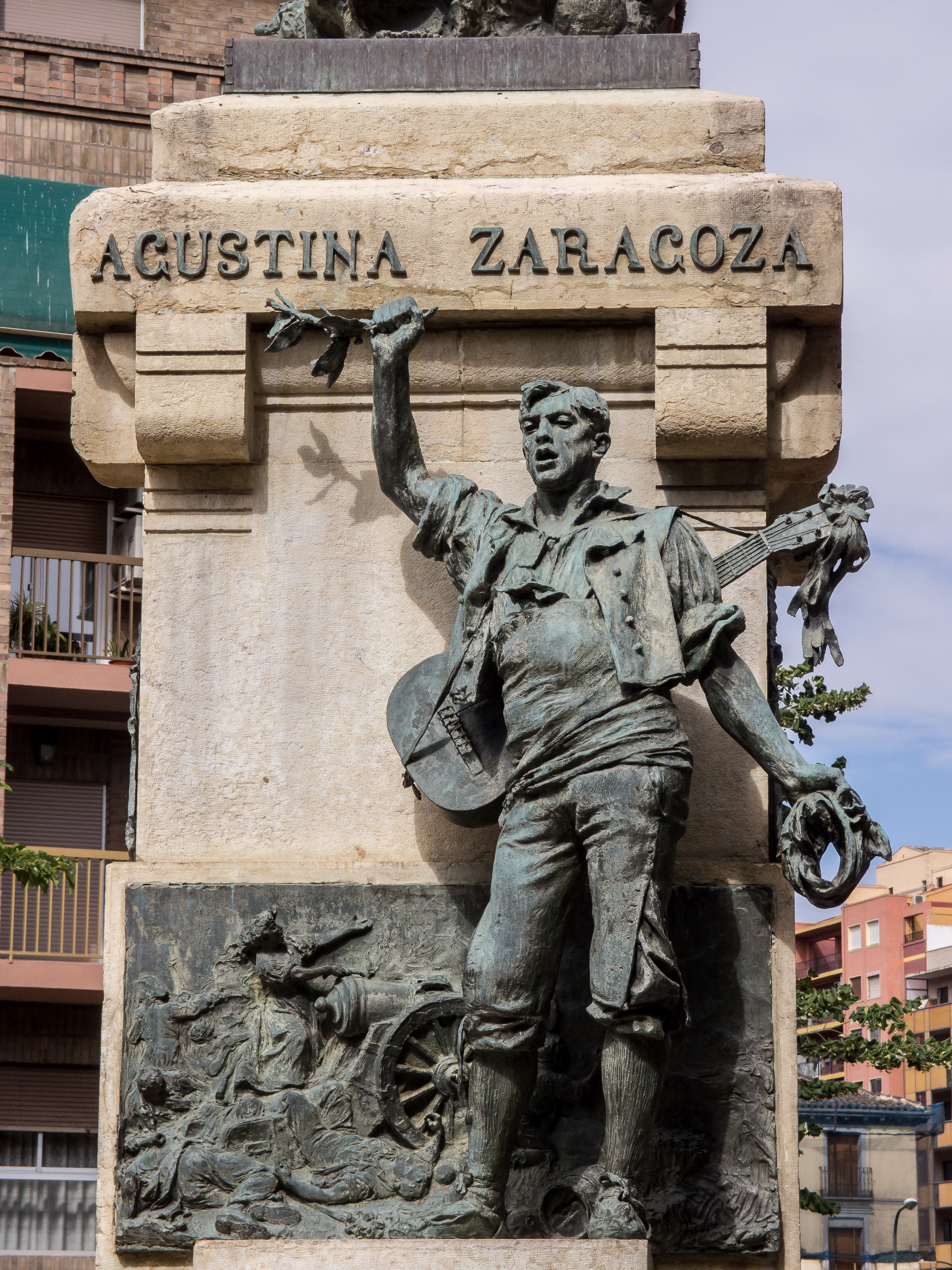
El baturro